# اچ‌ام‌اس بورفورد (۱۷۲۲)
اچ‌ام‌اس بورفورد (۱۷۲۲) (به انگلیسی: HMS Burford (1722)) یک کشتی بود که طول آن ۱۵۱ فوت (۴۶ متر) بود.